# Dubîna, Novi Sanjarî
Dubîna (în ucraineană Дубина) este un sat în comuna Rudenkivka din raionul Novi Sanjarî, regiunea Poltava, Ucraina.

## Demografie
Componența lingvistică a localității Dubîna
     Ucraineană (95,09%)
     Rusă (4,46%)
     Alte limbi (0,15%)
Conform recensământului din 2001, majoritatea populației localității Dubîna era vorbitoare de ucraineană (95,09%), existând în minoritate și vorbitori de rusă (4,46%).